# Sericoides hirsuta
Sericoides hirsuta är en skalbaggsart som beskrevs av Brenske 1900. Sericoides hirsuta ingår i släktet Sericoides och familjen Melolonthidae. Inga underarter finns listade i Catalogue of Life.